# Jean Fontaine (homme politique)
Pour les articles homonymes, voir Jean Fontaine et Fontaine.
Jean Fontaine, né le 26 avril 1922 au Tampon (La Réunion) et mort le 7 février 2014 à Canohès (Pyrénées-Orientales), est un ingénieur et homme politique français.
Il est député de La Réunion de 1968 à 1986 et maire de Saint-Louis de 1977 à 1983. D’abord membre de l’Union des démocrates pour la République (UDR), il rallie le Front national (FN) en 1984.

## Biographie

### Situation personnelle
Jean Fontaine naît le 26 avril 1922 au Tampon. Pendant la Seconde Guerre mondiale, il s’engage dans les Forces françaises libres (FFL). Il est ensuite ingénieur des travaux des eaux et forêts.
Marié et père de trois enfants, il devient le tuteur légal d’André Thien Ah Koon, futur député-maire du Tampon, à la mort de ses parents ; il est en outre le parrain de l’un des frères de ce dernier,.

### Parcours politique
Jean Fontaine se définit lui-même comme un « gaulliste sang mêlé, anti-communiste primaire, secondaire, tertiaire et serein ».
Lors des élections législatives de 1968, il est candidat dans la deuxième circonscription de La Réunion sous l’étiquette UDR. Sans mandat électif et inconnu du public, il est préféré à Joseph Peyret-Forcade et Marcel Vauthier par les ténors de la droite locale. Il est élu député au second tour face à Paul Vergès. Son suppléant est Paul Bénard, maire de Saint-Paul.
Il est membre du comité de soutien de la candidature de Georges Pompidou à l’élection présidentielle de 1969, créé à La Réunion par Pierre Lagourgue, président du conseil général.
À l’Assemblée nationale, il s’oppose à l’ordonnance du 15 octobre 1960 (dite ordonnance Debré) prévoyant le déplacement vers la France métropolitaine des fonctionnaires ultramarins « dont le comportement est de nature à troubler l’ordre public ». Cette ordonnance est abrogée en octobre 1972.
Réélu député en 1973, il devient la même année conseiller général de La Réunion pour le canton de Saint-Paul-2, puis est élu maire de Saint-Louis en 1977. Il conserve ces deux mandats jusqu’en 1983.
Aux élections législatives de 1978, toujours opposé à Paul Vergès, il est réélu député dans un contexte de grande tension. Au terme d’une campagne électorale d’une extrême violence, Rico Carpaye, un Portois de 17 ans, est tué le 14 mars 1978 lors d’une attaque à la voiture-bélier par des nervis du député et du maire de Saint-Paul sur des partisans de Paul Vergès.
La même année, il obtient une suspension des travaux parlementaires pour condamner une motion de l’Organisation de l’unité africaine (OUA) favorable à l’indépendance de La Réunion, jugeant « intolérable qu’en guise de récompense ces États crachent à la figure de la France en s’ingérant dans ses affaires intérieures »,.
Selon un classement de l’hebdomadaire Le Point, Jean Fontaine est, en 1978, le premier député de l’Outre-mer français pour son travail parlementaire et le onzième au niveau national, devant Michel Debré, également député de La Réunion.
De nouveau réélu lors des élections législatives de 1981, il émet des réserves, comme député et conseiller général, sur le projet de loi du gouvernement socialiste fixant la date de commémoration de l’abolition de l’esclavage au 20 décembre, préférant que celle-ci soit associée à « l’érection des quatre vieilles colonies en départements ». Début 1982, il présente, avec Paul Bénard et deux autres élus, une motion qui est adoptée par le conseil général mais refusée par le Sénat, sous l’impulsion du sénateur de l’île Louis Virapoullé. En tant que maire, il refuse également d’apporter son aide à la création d’un « comité de célébration du 20 décembre » à Saint-Louis. Lors de l’examen du texte à l’Assemblée nationale, il déclare à la tribune que « la loi de départementalisation fut la véritable libération de l’esclavage ». Remanié ensuite par le Sénat, le projet de loi est finalement adopté à l’unanimité par l’Assemblée nationale le 22 juin 1983,.
En outre, Jean Fontaine fonde en décembre 1981 le Front militant départementaliste (FMD) pour s’opposer à la régionalisation et à l’instauration d’une assemblée unique à La Réunion, envisagées par le gouvernement pour les départements d’outre-mer (DOM) et soutenues par le Parti communiste réunionnais (PCR) de Paul Vergès. Le 28 février 1982, il boycotte le voyage officiel à La Réunion de Gaston Defferre, ministre de l’Intérieur, venu annoncer le projet.
Siégeant avec les non-inscrits à partir de 1978, il adhère au Front national en novembre 1984, donnant au parti son premier député. Il le quitte en février 1986 et ne se représente pas aux élections législatives suivantes,, lors desquelles 35 députés FN sont élus à l’Assemblée nationale, bénéficiant de l’introduction du scrutin proportionnel. Ce n’est que quarante ans plus tard, en 2024, qu’un nouveau député d’extrême droite est élu à La Réunion, en la personne de Joseph Rivière.

### Mort et hommages
Après avoir quitté l’Assemblée nationale, il se retire à Canohès, près de Perpignan. Il meurt le 7 février 2014, à l’âge de 91 ans.
Jean-Marie Le Pen déclare avoir « appris avec tristesse » la mort de Jean Fontaine et salue « un beau parcours ». André Thien Ah Koon estime pour sa part qu’il a assuré aux Réunionnais leurs « conditions d’hommes » et en a fait « de véritables citoyens français ». L’ancien maire de Saint-Louis, Cyrille Hamilcaro, indique que « Saint-Louis retiendra de lui son charisme et sa force de caractère ».
Il est inhumé dans le cimetière de Canohès (Pyrénées-Orientales).